# Tocantinópolis
Tocantinópolis este un oraș în Tocantins (TO), Brazilia.